# Taxenbach
Taxenbach è un comune austriaco di 2 755 abitanti nel distretto di Zell am See, nel Salisburghese; ha lo status di comune mercato (Marktgemeinde). Nel 1938 ha inglobato il comune soppresso di Eschenau im Pinzgau.

## Monumenti e luoghi d'interesse
- Rovine del castello di Taxenbach